# Laura Gonzales-Escallon
Laura Gonzales-Escallon (Bogota, 6 oktober 1990) is een Belgisch golfster.

## Levensloop
Laura is de dochter van Mauricio Gonzalez en Catalina Excallon. OP 8-jarige leeftijd werd ze actief in het golf. Ze studeerde van 2009-2013 aan de Purdue-universiteit en speelde daar "college" golf.
In 2009 won ze het Duits Amateur en in 2013 op de Royal Antwerp het Belgisch Amateur. In augustus ging zij naar Stage 1 van de Amerikaanse Tourschool. Er waren 242 deelnemers voor 100 plaatsen. Zij won met een score van -9. Stage 2 was in oktober in Florida en daar eindigde ze op de 6de plaats. 

## Gewonnen
- 2008: British Girls' Championship, Belgian Girls' Championship
- 2009: German Ladies Amateur
- 2013: Belgian International Amateur Golf Championship (-9)

## Teams
- Vagliano Trophy: 2009